# توماس إي. ونايت
توماس إي. ونايت (بالإنجليزية: Thomas E. Knight)‏ هو محامي وسياسي أمريكي، ولد في 19 يونيو 1898 في غرينسبورو في الولايات المتحدة، وتوفي في 17 مايو 1937 في ألاباما في الولايات المتحدة. حزبياً، نشط في الحزب الديمقراطي.